# Marek Rutkiewicz
Marek Rutkiewicz, född 8 maj 1981 i Olsztyn, är en polsk professionell tävlingscyklist. Han tävlar sedan 2011 för det polska UCI Continental-stallet CCC Polsat Polkowice.
Rutkiewicz tävlade 2001–2003 för det franska stallet Cofidis. 2009 vann han bergspristävlingen under Polen runt.

## Stall
- Cofidis 2001–2003
- R.A.G.T. Semences-MG Rover 2004
- Action 2004–2008
- DHL-Author 2009
- Mróz-Active Jet 2010
- CCC Polsat Polkowice 2011–